# Levada Center
O Levada Center é uma organização independente de pesquisas sociológicas e não-governamental da Rússia. Tem o nome de seu fundador, o primeiro professor russo de sociologia Yuri Levada (1930-2006). O centro remonta a sua história a 1987, quando o Centro de Pesquisa de Opinião Pública da União (VTsIOM) foi fundado sob a liderança da acadêmica Tatyana Zaslavskaya. O Levada Center realiza regularmente pesquisas próprias e encomendadas e pesquisas de marketing. Em 2016, foi rotulado como agente estrangeiro sob o 2012 Lei do agente estrangeiro russo.

## Classificação de agente estrangeiro
Em 2016, o Levada Center foi classificado como 'agente estrangeiro' pelo ministério da justiça russo.